# 波尔塔瓦南站
波尔塔瓦南站（羅馬化：Poltava-Pivdenna）是位於烏克蘭波尔塔瓦的主要鐵路車站，啟用於1870年8月1日。在第二次世界大戰期間，車站被毀壞，新的車站建築於1947年建造。